# Guy Goethals
Guy Goethals (26 december 1952) is een gewezen Belgische voetbalscheidsrechter. Hij is de zoon van gewezen voetbalcoach Raymond Goethals.

## Carrière
Toen zijn vader trainer was van STVV voetbalde hij in Sint-Truiden tot bij de junioren.  Als jongeman zag hij hoe zijn vader successen boekte als coach van RSC Anderlecht. In diezelfde periode zette hij zijn eerste stappen als scheidsrechter. Van het einde van de jaren tachtig tot midden jaren negentig  behoorde Goethals als arbiter tot de top van het Belgisch voetbal. Hij floot ook meerdere internationale wedstrijden, zoals de kwartfinale van de Europacup I tussen FC Bayern München en FC Porto in 1990/91. Verder leidde hij ook wedstrijden op de EK-eindronden van 1992 en 1996.
Op dat laatste EK moest Goethals samen met zijn assistenten Marc Van den Broeck en Stany Op De Beeck de wedstrijd tussen de twee voetbalgrootmachten Duitsland en Italië in goede banen leiden. De partij vond plaats op Old Trafford en eindigde op een scoreloos gelijkspel, waardoor Italië was uitgeschakeld. Het werd een geladen wedstrijd waarin Goethals al snel een strafschop moest fluiten. Italië zette de kans echter niet om in een doelpunt. Na net geen tachtig minuten spelen, gaf Goethals de Duitse verdediger Thomas Strunz diens tweede gele kaart na een stevige tackle. Maar ook met één man meer konden de Italianen niet winnen. Duitsland werd door het gelijkspel groepswinnaar en zou later het EK afsluiten als eindwinnaar. Het was tevens Goethals' laatste internationale wedstrijd.
Na zijn carrière als scheidsrechter ging Goethals aan de slag bij het Centraal Scheidsrechters Comité (CSC). Momenteel observeert en beoordeelt hij in dienst van de UEFA scheidsrechters in internationale wedstrijden. Hij is advocaat van opleiding.

## Wedstrijden
Hieronder staan enkele van de belangrijkste wedstrijden die Goethals tijdens zijn carrière floot.
Kwartfinale - Europacup I (1991)
- Bayern München - FC Porto (1:1)

Halve finale - UEFA Cup (1995)
- Parma AC - Bayer Leverkusen (3:0)

Groepsfase - Champions League (1995)
- Spartak Moskou - Bayern München (1:1)

Groepsfase - EK (1996)
- Duitsland - Italië (0:0)

1ste speeldag - Eerste Klasse (1991/92)
- Standard Luik - Club Brugge (1:2)

## Statistieken
| Internationale wedstrijd | #  |
| ------------------------ | -- |
| Europacup I              | 1  |
| Europacup II             | 1  |
| UEFA Cup                 | 5  |
| Champions League         | 1  |
| EK kwalificatie 1992     | 2  |
| EK kwalificatie 1996     | 3  |
| EK 1992                  | 1  |
| EK 1996                  | 1  |
| WK kwalificatie 1994     | 2  |
| WK(-20) 1991             | 2  |
| Totaal                   | 19 |